# ドゥ・ラ・メール
ラ・メール（La Mer）は、米国の高級化粧品ブランド。エスティローダー系列。
ブランド名はフランス語で「海」を意味し、海藻から抽出して発酵させたエキスを配合した基礎化粧品を発売している。主力の保湿クリームは、いわゆる高級クリームの草分けのひとつであり、1個数万円という高価格にもかかわらず、売れ行きが好調である。日本では三越・伊勢丹等、大手デパートに多く出店している。
なお、日本では2023年7月よりドゥ・ラ・メール（De La Mer）からラ・メール（La Mer）にブランド名とロゴが変更された。